# Luis Antonio Valdéz
Luis Antonio Valdéz Salas (Aguascalientes, 1965. július 1. – ) mexikói válogatott labdarúgó. 

## Pályafutása

### Klubcsapatban
1986 és 1991 között a Guadalajara játékosa volt, melynek színeiben 1987-ben megnyerte a mexikói bajnokságot. 1991 és 1993 között a Monterrey csapatában játszott. 1993 és 1995 között a Club León együttesében szerepelt. 

### A válogatottban
1989 és 1994 között 11 alkalommal szerepelt az mexikói válogatottban és 2 gólt szerzett. Részt vett az 1994-es világbajnokságon.

## Sikerei, díjai
CD Guadalajara
- Mexikói bajnok (1): 1986–87